# Uwe-Jens Mey
Uwe-Jens Mey (n. 13 decembrie 1963, Varșovia, Polonia) este un patinator de viteză ce a reprezentat Germania, medaliat olimpic. A participat la 3 ediții ale Jocurilor Olimpice (1984, 1988, 1992) în care a câștigat două medalii de aur și o medalie de argint.